# Hannelore Koch
Hannelore Koch (* 22. Februar 1951 in Berlin) ist eine deutsche Schauspielerin.

## Leben
Koch war nach ihrem Schauspielstudium in Berlin von 1973 bis 1988 am Staatsschauspiel Dresden engagiert. Ihre erste Rolle in Dresden war die Eva in Uraufführung von Adam und Eva von Klaus Dieter Kirst. Von 1988 bis 1991 gehörte Koch zum Ensemble der Volksbühne Berlin, während sie weiter in Dresden Gastauftritte hatte. 1991 kehrte sie in das Ensemble des Dresdner Staatsschauspiels zurück. Seit 2016 ist Koch im Ruhestand, spielt als Gast aber weiter am Staatsschauspiel Dresden.
Hannelore Koch ist die Schwiegertochter der Schauspielerin Irma Münch, mit der sie im Theaterstück Gestern ist auch noch ein Tag. gemeinsam auf der Bühne stand und darin die Rolle der Tochter in einer konfliktreichen Mutter-Tochter-Beziehung übernahm.
Koch bezeichnet Wolfgang Engel, Klaus Dieter Kirst und Horst Schönemann als ihre wichtigsten Lehrer.
Koch lebt in Berlin. Sie ist verheiratet mit dem Schauspieler Daniel Minetti.

## Theaterrollen (Auswahl)
- 1973: Peter Hacks: Adam und Eva (Eva), Staatsschauspiel Dresden, Regie: Klaus Dieter Kirst
- 1978: Heinrich von Kleist: Das Käthchen von Heilbronn (Käthchen) – Regie: Hannes Fischer (Staatstheater Dresden)
- 1991: William Shakespeare: Die Komödie der Irrungen (Kurtisane) – Regie: Werner Tietze (Volksbühne Berlin)
- Drei Schwestern, Rolle: Mascha
- Iphigenie auf Tauris, Rolle: Iphigenie
- Zukunft für immer, Rolle: A

## Filmografie
- 1974: Zeitzünder (TV)
- 1976: Polizeiruf 110: Reklamierte Rosen (TV-Reihe)
- 1985: Polizeiruf 110: Traum des Vergessens (TV-Reihe)
- 1985: Polizeiruf 110: Der zersprungene Spiegel (TV-Reihe)
- 1985: Neues übern Gartenzaun (Folge 7 – Späte Begegnung)
- 1986: Polizeiruf 110: Bedenkzeit (TV-Reihe)
- 1997: Tatort: Bierkrieg (TV-Reihe)
- 2003: Rosenstraße
- 2012: Der Turm (TV)
- 2014: Der Tropfen – Ein Roadmovie (TV)